# Josef Vojáček (fotograf)
Josef Vojáček (* 15. března 1957 Vyškov) je český a moravský fotograf.

## Život a dílo
Jako fotograf je Vojáček autodidakt. Vážnější zájem o fotografii je spojen se vstupem do fotoklubu Orion ve Vyškově v roce 1980. Zúčastnil se všech zásadních výstav klubu a řady soutěží a přehlídek. Vystavuje od roku 1981, samostatně od roku 1983 (převážně se svým kolegou z fotoklubu Jiřím Foltýnem, příp. dalšími).
Vojáček řadí fotografie od počátku své tvorby do volného a dosud neuzavřeného cyklu Obrazy, kde východiskem jsou záběry omšelých omítek a různých struktur a textur, které přetváří do výtvarně a esteticky účinných fotografických obrazů, jež mnohdy působí jako grafiky. Tyto fotografie vznikaly pod vlivem děl Emily Medkové, Jana Svobody či Antonia Tepiése. Jeho snímky jsou typickými ukázkami lyrizace a estetizace všednosti. V dalších fotografiích zátiší a krajinných výseků užívá k dosažení výrazu vícenásobné expozice, prolínání obrazů pomocí skel a zrcadel apod. a dosahuje tak dynamických obrazových efektů, navozujících dojem plynutí času a následného děje.

## Výstavy

### Samostatné výstavy
- 1983 Jiří Foltýn, Vladimír Kotulán, Josef Vojáček, Jaroslav Vykydal: Fotografie, Muzeum Vyškovska
- 1984 Foltýn, Kotulán, Vojáček: Výběr 82/83, VS fotoklubu, Příbor
- 1985 Jiří Foltýn, Vladimír Kotulán, Josef Vojáček, Jaroslav Vykydal: F2, Vs fotoklubu SČF, Havířov
- 1986 Tandem Foltýn – Vojáček, Výstavní síň Fotochema, Praha, katalog (B. Gabrielová)
- 1988 Jiří Foltýn a Josef Vojáček: Tandem, Galerie Foto-medium-art, Wroclaw
  - Tandem Jiří Foltýn – Josef Vojáček, Galerie fotografii elementarnej, Lodek Zdroj, katalog (Jerzy Olek)
- 1989 Jiří Foltýn, Josef Vojáček – Inna fotografie, Galerie ZPAF, Katowice
- 2015 Fotografie Josef Vojáček - autorská výstava, Galerie Metro, Prostějov

### Účast na výstavách (výběr)
- 1981 Dřevo, kámen, kov – tematická výstava fotoklubu Orion, Muzeum Vyškovska, Vyškov
- 1984 Interfotoklub Vsetín, Vsacan, Vsetín
- 1984 8. národní výstava amatérské fotografie, KVM Olomouc
- 1984 Orion Vyškov / Adjustovaná fotografie, Muzeum Vyškovska, Vyškov
- 1986 9. národní výstava amatérské fotografie, KVM Olomouc
- 1986 Rozhovory (10 moravských fotografů), Muzeum Vyškovska, Vyškov
- 1989 Druhé rozhovory ( o syntéze), Muzeum Vyškovska, Vyškov
- 2004 Fotoklub Orion 1904–2004, Muzeum Vyškovska, Vyškov
- 2009 Třetí rozhovory (o tradici), Muzeum Vyškovska, Vyškov
- 2015 Čtvrté rozhovory (o iluzi pravdy), Muzeum Vyškovska, Vyškov
- 2015 Jan Svoboda: nejsem fotograf, Moravská galerie, Brno
- 2021 Páté rozhovory (o naději), Muzeum Vyškovska, Vyškov
- 2024 Fotoklub Orion 1904–2024, Muzeum Vyškovska, Vyškov

## Zastoupení ve sbírkách
- Moravská galerie, Brno
- soukromé sbírky v Česku, Polsku a Irsku